# Xiaomi Mi MIX 2
Xiaomi Mi MIX 2 — Android-смартфон, выпущенный Xiaomi. Он был впервые анонсирован и выпущен в Китае в сентябре 2017 года, а затем был запущен в Индии на мероприятии в Нью-Дели 10 октября 2017 года. Данный смартфон является преемником Xiaomi Mi MiX. Керамические детали смартфона были спроектированы Филиппом Старком.

## Технические характеристики

### Оборудование
Mi MIX 2 имеет процессор Qualcomm Snapdragon 835 и 6 или 8 ГБ оперативной памяти LPDDR4X. Смартфон имеет 5,99 дюймов (152 мм) 1080p IPS ЖК- дисплей, и оснащён 4-осевой системой OIS-камерой. Варианты встроенной памяти включают 64, 128 или 256 ГБ в Китае, но в Индии только 128 ГБ. В смартфоне есть сканер отпечатков пальцев на задней панели, и передняя камера на нижней панели. Он оснащён батареей ёмкостью 3400 мАч с реверсивным разъемом USB-C, который поддерживает Quick Charge 3.0. Он также имеет четырёхстороннюю изогнутую керамическую область. Xiaomi Mi MIX 2 не оснащён 3,5-мм разъемом для наушников и поставляется с адаптером для наушников с разъемом USB-C до 3,5 мм, поставляемым в комплекте.

### Программное обеспечение
Mi MIX 2 поставляется с Android 7.1.1 «Nougat» с предварительно настроенным лаунчером от Xiaomi — MIUI 9.

## Xiaomi Mi MIX 2S
Xiaomi представила новую версию Mi MIX 2 и Mi MIX 2S 27 марта 2018 года. Смартфон работает на Qualcomm Snapdragon 845, оснащён теми же 5,99 дюймов (152 мм) 1080p IPS ЖК-дисплеем, установленным на стандартном Mi MIX 2, новую двойную 12-мегапиксельную камеру, беспроводную зарядку Qi, и операционной системе Android 8.0 Oreo. Mi MIX 2S получил оценку 97 на сайте DxOMark.